# カナオレ
カナオレはルールに従って単語を枠の中に収めるペンシルパズルである。

## ルール
- リストの言葉を全て盤面に入れる。
- 1つのマスには1つの文字が入る。
- 各単語の1文字目は数字のマスに入る。
2文字目は、数字のマスから見て矢印の方向に隣接したマスに入る。
3文字目以降は、1つ前の文字と上下左右に隣接したマスに入る。
- 複数の単語が同じ文字を共有することがある。
- 1つの単語が同じ文字を複数回使ってはいけない。

## 例題
湘南軌道じゃ
| \| 1 \| \| \| \| 2 \| \| \| \| \| \| 3 \| \| \| 4 \| \| \| \| \| \| \| 5 \| \| 6 \| \| 7 \| 8 \| \| \| \| | 1. ↓はだの 2. ←にのみや 3. ↓おおだけ 4. ←いしき 5. ↑しもいのくち 6. ←だいまち 7. →なかざと 8. ↑かみいのくち |   |  |   |
| 1 | |   |  | 2 |
| | |   |  | 3 |
| | 4 |   |  |   |
| | | 5 |  | 6 |
| 7 | 8 |   |  |   |

## 解き方
上の例題を元に解説する。
ルールより全ての単語の最初の2文字は自動的に埋めることができる。
| は |    |    | の | に |
| だ |    |    |    | お |
| し | い | も |    | お |
|    | み | し | い | だ |
| な | か |    |    |    |

1つの単語に対して、次の文字が入るマスが1つしかなければその文字の入る場所は確定する。マスが埋まることによって、他の単語の文字が確定することもある。
この問題ではまず「はだの」の「の」・「いしき」の「き」・「なかざと」の「ざ」「と」が決まる。これにより「だいまち」の「ま」「ち」・「おおだけ」の「け」・「にのみや」の「み」が決まり、下の図になる。
| は |    | み | の | に |
| だ | の |    | ち | お |
| し | い | も | ま | お |
| き | み | し | い | だ |
| な | か | ざ | と | け |

自動的に決まらない場合、残っているマスとすでに入っている文字から単語の進む方向を決めることになる。
図で、「かみいのくち」「しもいのくち」（「い」以降は共通）は、「く」を「の」の上のマスに入れると「ち」の入る場所がない。「く」を「の」の右に入れると「ち」はすでに入っている文字を利用できるので、「く」の入るマスが決まる。残ったマスには「にのみや」の「や」を入れれば完成である。
| は | や | み | の | に |
| だ | の | く | ち | お |
| し | い | も | ま | お |
| き | み | し | い | だ |
| な | か | ざ | と | け |

上級問題では、「この単語がどのコースを通ってもこのマスにはこれが入る」という考え方を使用する場合がある。